# Kolonia Tomawa
Kolonia Tomawa [pronunciación en polaco: /kɔˈlɔɲa tɔˈmava/] es un pueblo ubicado en el distrito administrativo de Gmina Łęki Szlacheckie, dentro del Distrito de Piotrków, Voivodato de Łódź, en Polonia central. Se encuentra aproximadamente a 6 kilómetros al norte de Łęki Szlacheckie, a 21 kilómetros al sureste de Piotrków Trybunalski, y a 66 kilómetros al sur de la capital regional Łódź.